# Koncilet i Chalkedon
Konsilet i Chalkedon var et økumenisk koncil, som blev holdt fra 8. oktober til 1. november 451 i byen Chalkedon i Bithynien. Det er det 4. af de syv universelt anerkendte økumeniske konciler og regnes dermed af den katolske og den østlige ortodokse kirke som ufejlbarligt i dets dogmatiske definitioner.
Hovedtemaet var den eutykianske monofysitisme. Diskusionerne mundede ud i Den kalkedonensiske Trosbekendelse, som præciserede Jesu guddommelige og menneskelige natur i flere detaljer end den nikænske trosbekendelse. De fremmeste talsmænd for monofysitisme blev fordømt (anathemiseret).
Koncilet i Chalkedon markerer en milepæl i den ortodokse tradition. De orientalske ortodokse kirker accepterer ikke koncilet som autoritativt, selvom de anerkende miafysitismen. Den østlige ortodokse kirke, som var en del af den katolske kirke, fordømmer monofysitismen som kættersk.